# Cerkiew Świętego Ducha w Kijowcu
Cerkiew pod wezwaniem Świętego Ducha – prawosławna cerkiew parafialna w Kijowcu. Należy do dekanatu Biała Podlaska diecezji lubelsko-chełmskiej Polskiego Autokefalicznego Kościoła Prawosławnego.
Świątynia znajduje się na cmentarzu parafialnym.
Obecna cerkiew w Kijowcu jest czwartą, jakie istniały we wsi w XX wieku. W początkach ubiegłego stulecia w miejscowości znajdowała się okazała murowana cerkiew, która została uszkodzona w czasie I wojny światowej i następnie rozebrana (1921). W 1936 wzniesiono drewnianą świątynię, zniszczoną już po 2 latach, w czasie akcji polonizacyjno-rewindykacyjnej. Na kolejną cerkiew zaadaptowano dom mieszkalny – świątynia ta została porzucona w 1947 (wskutek wysiedlenia ludności w ramach Akcji „Wisła”) i w 1954 rozebrana. Po powrocie części wysiedleńców zaczęto odprawiać nabożeństwa prawosławne w prywatnym domu (posługę niósł ksiądz z Białej Podlaskiej). W związku z dalszymi powrotami prawosławnych powierzchnia użytkowanego obiektu stała się zbyt mała, dlatego też w latach 70. XX w. podjęto decyzję o budowie wolnostojącej, murowanej cerkwi na cmentarzu (który – jako jedyne miejsce we wsi – nadal pozostawał własnością Kościoła Prawosławnego). Dzięki dużej ofiarności parafian i wsparciu finansowemu Michała Kostiuczuka z Kanady, w latach 1982–1984 świątynia została zbudowana. Poświęcenie cerkwi miało miejsce w 1987.

## Galeria

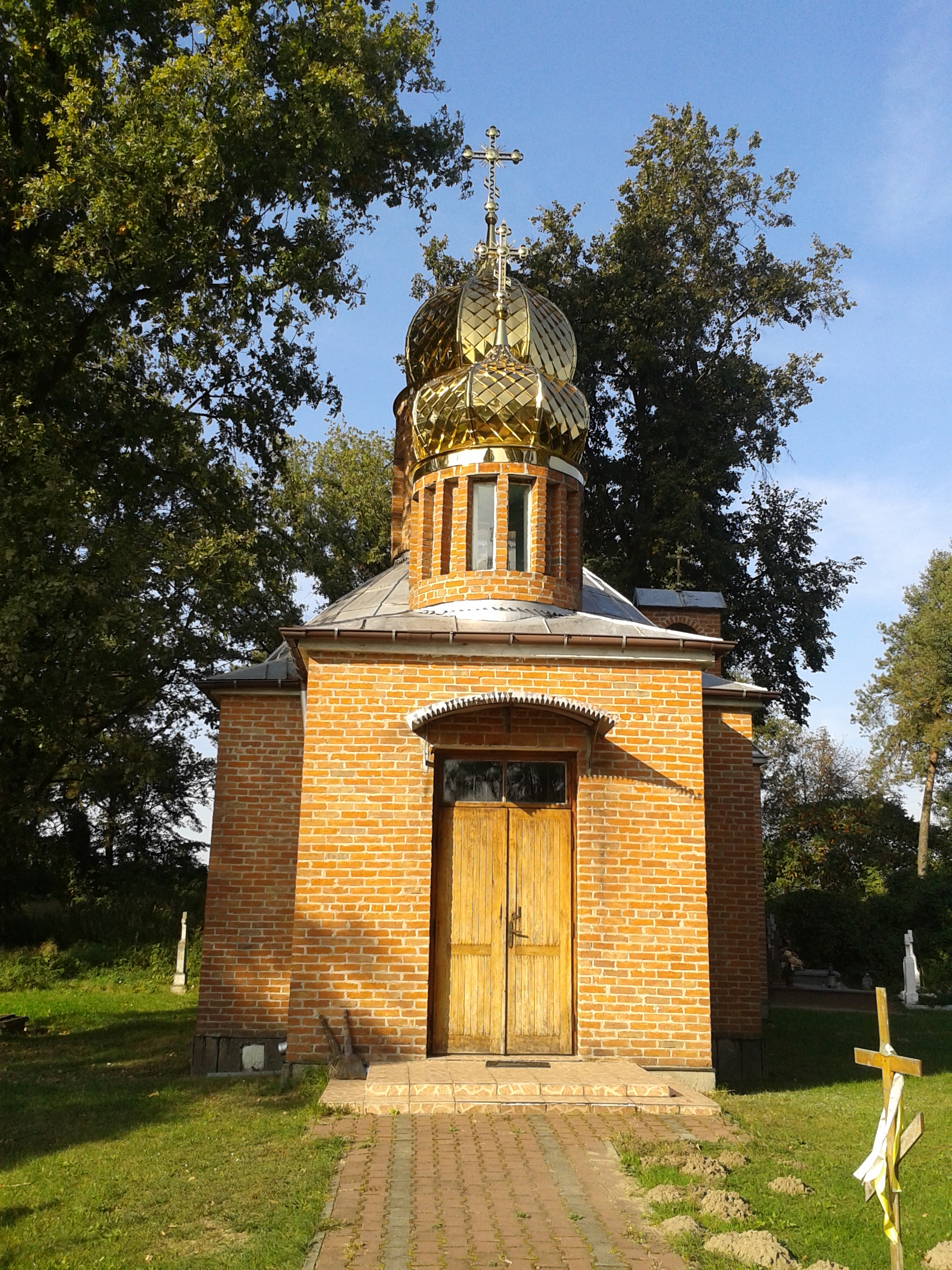
Cerkiew od frontu
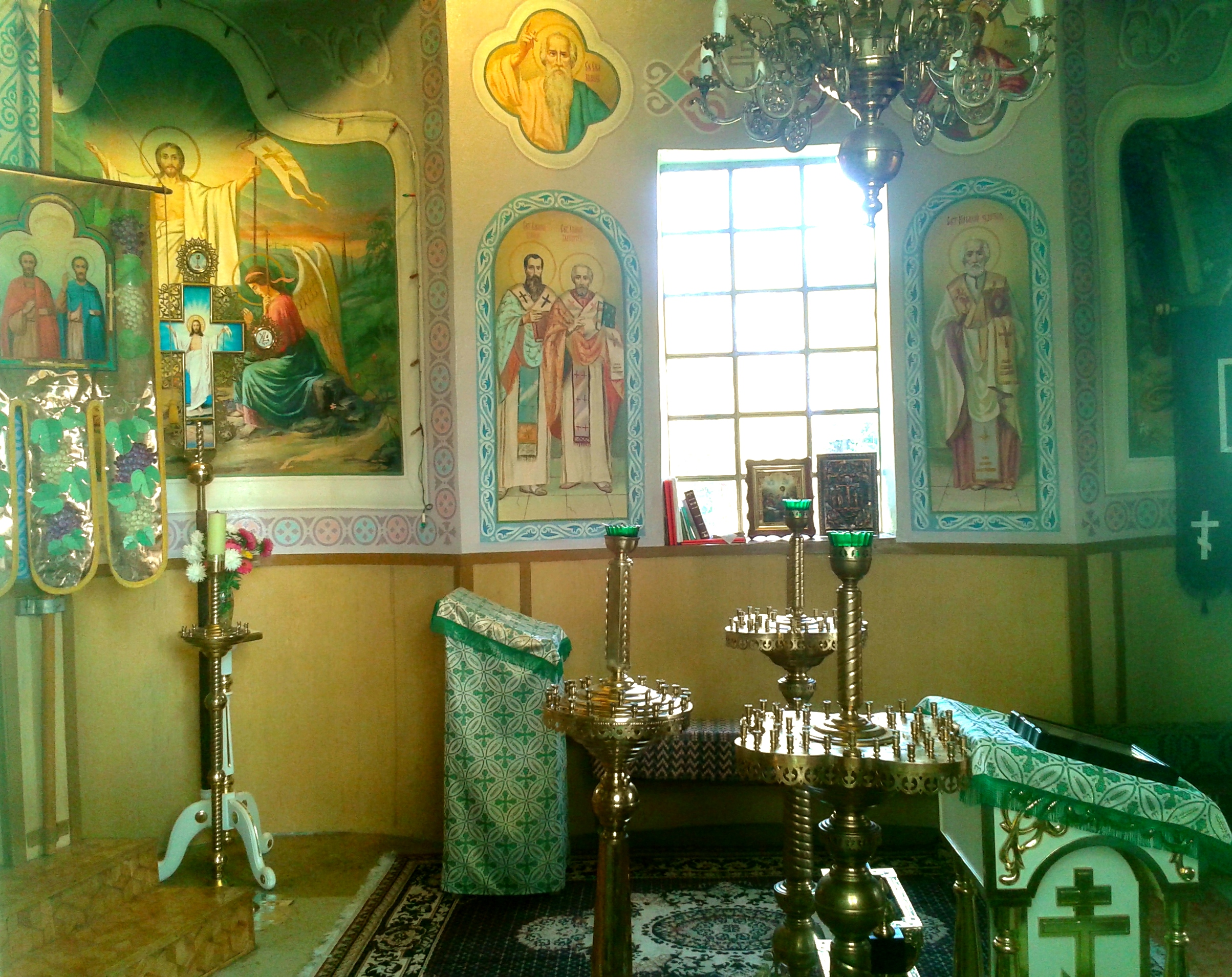
Wnętrze nawy cerkiewnej
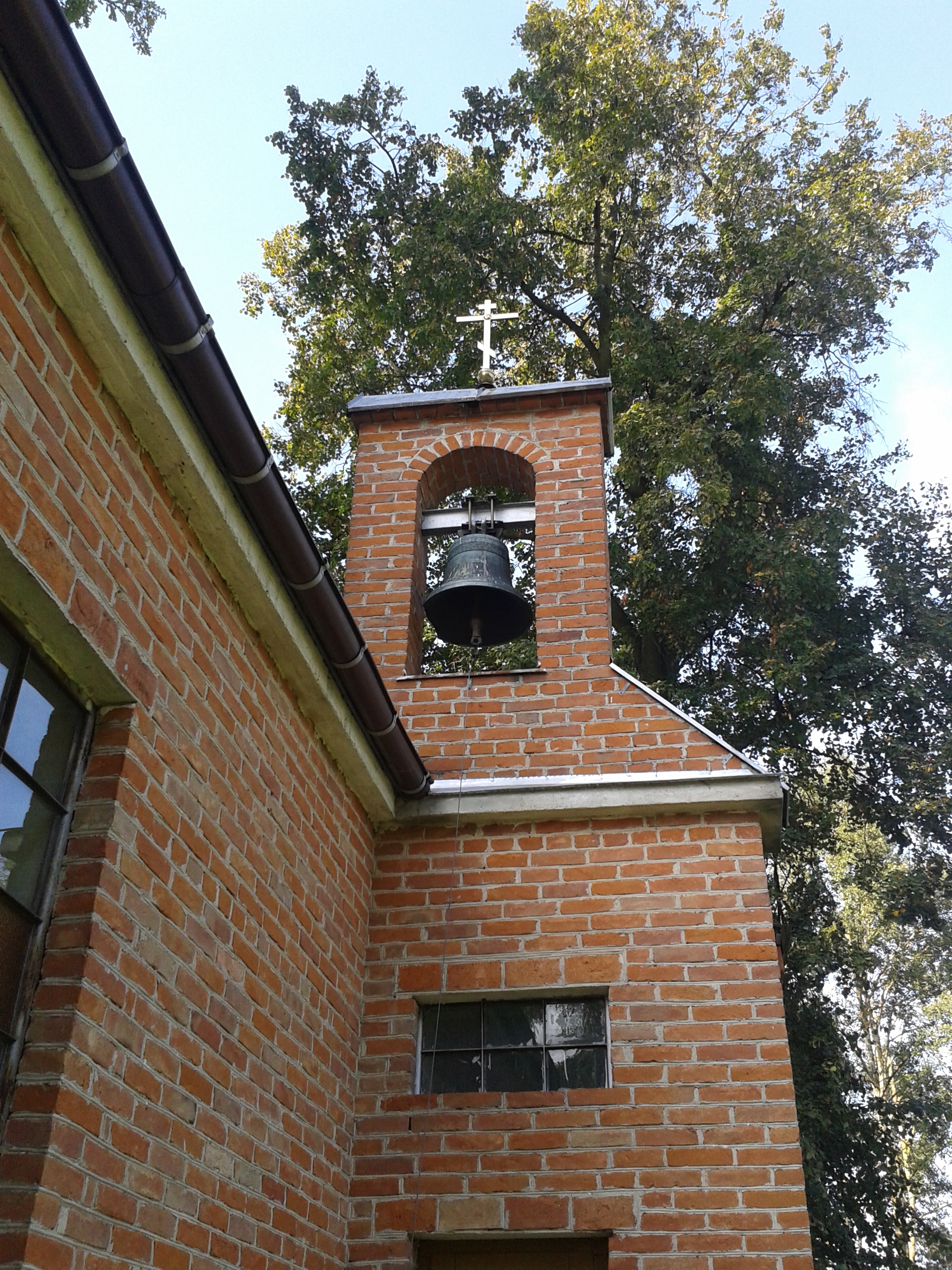
Dzwonnica